# Capsicum eximium
Capsicum eximium är en potatisväxtart som beskrevs av A. T. Hunziker. Capsicum eximium ingår i släktet spanskpepparsläktet, och familjen potatisväxter. Inga underarter finns listade i Catalogue of Life.

## Bildgalleri

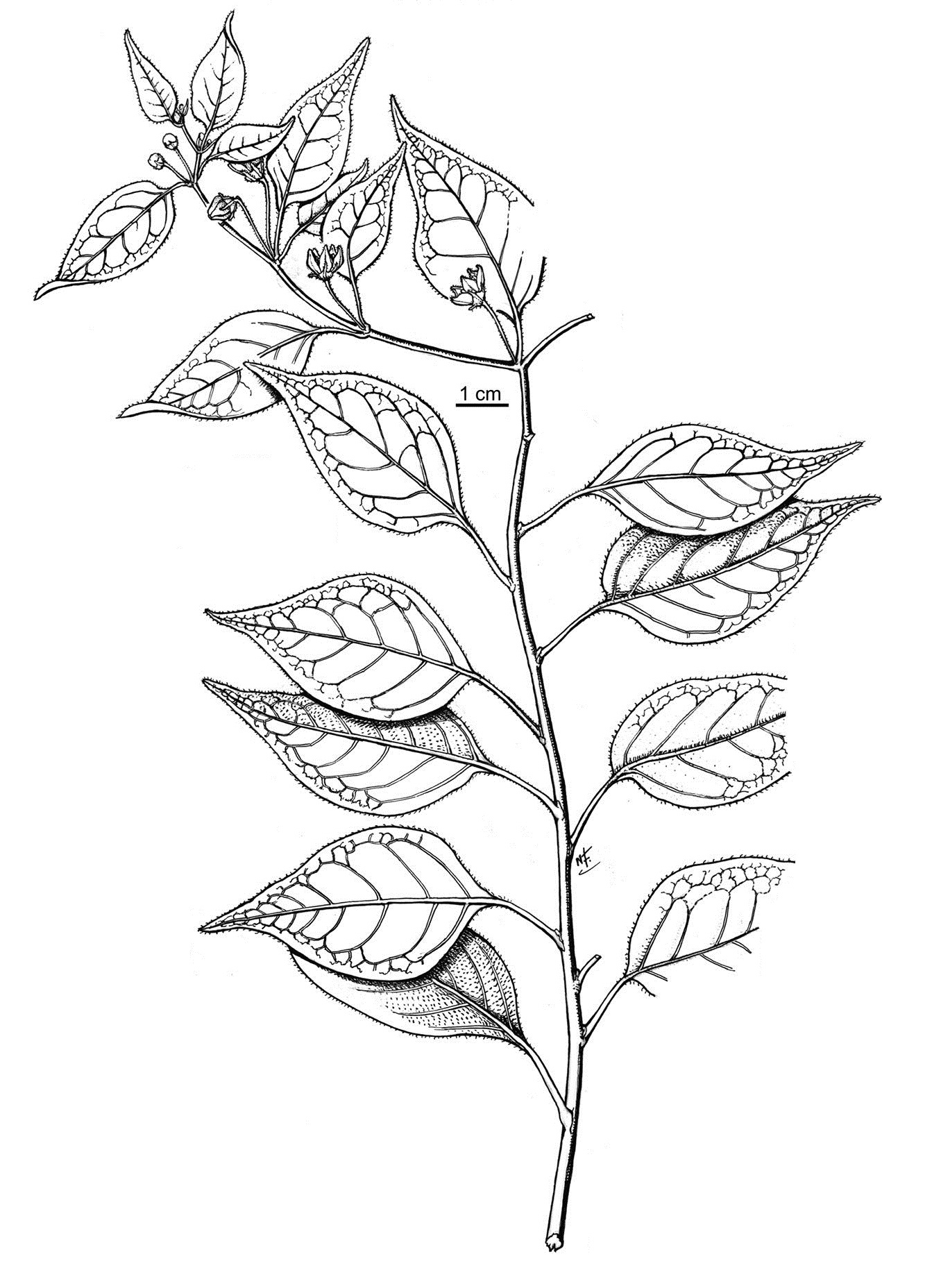
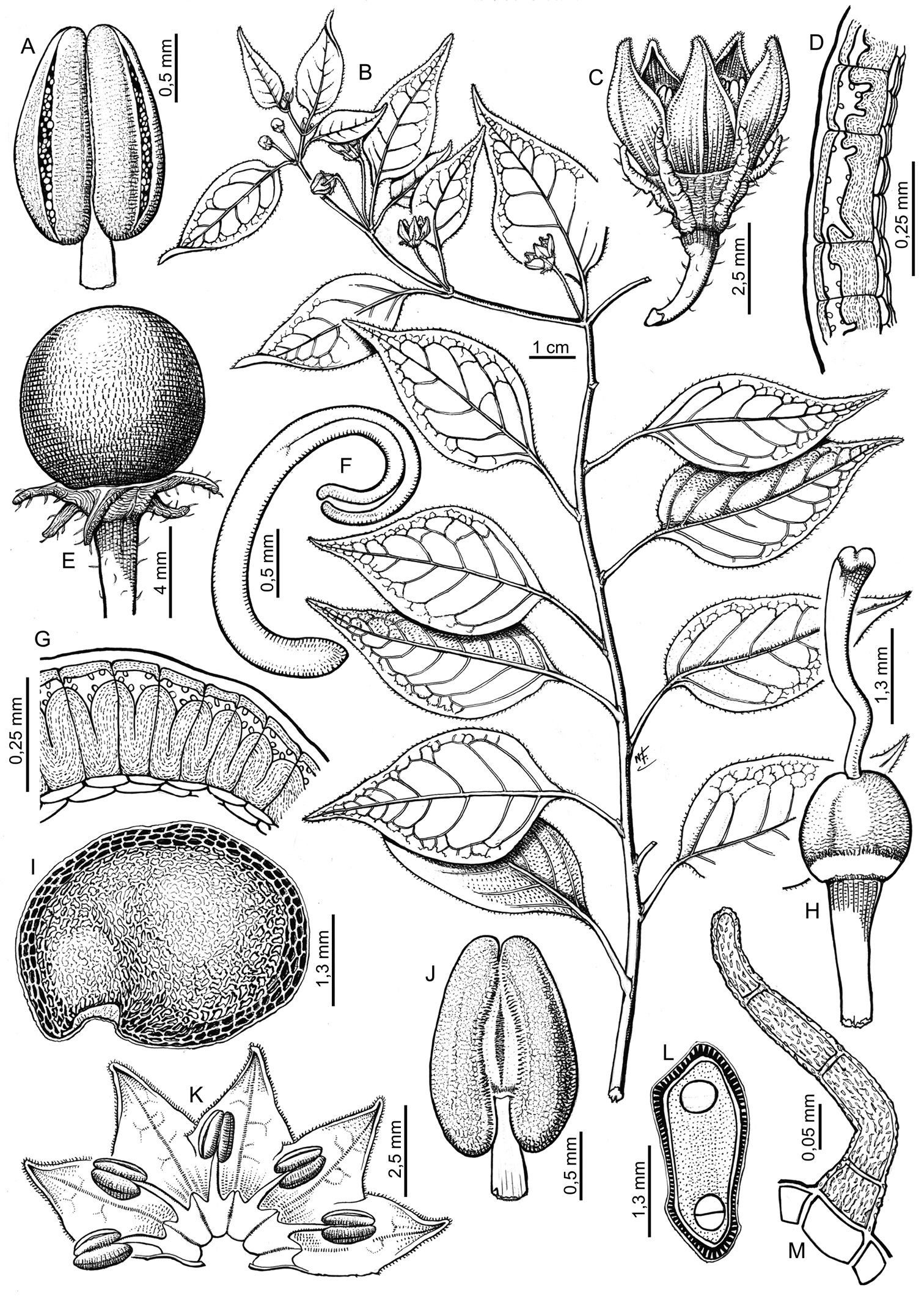